# Orbital molecular

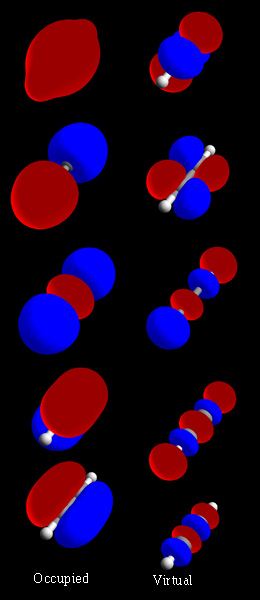
Conjunto de orbitales moleculares completo del acetileno (H–C≡C–H). La columna izquierda muestra los orbitales moleculares que están ocupados en el estado fundamental, con la energía orbital menor en la parte superior. La línea blanca y gris visible en algunos orbitales moleculares es el eje molecular que pasa a través de los núcleos. Pero todas las funciones de onda orbitales son positivas en las regiones rojas y negativas en las azules. La columna derecha muestra orbitales moleculares virtuales que están vacíos en el estado fundamental, pero pueden ser ocupados en estados excitados.

En química cuántica, los orbitales moleculares son regiones del espacio que contienen la densidad electrónica definida por funciones matemáticas que describen el comportamiento ondulatorio que pueden tener los electrones en las moléculas. Estas funciones pueden usarse para calcular propiedades químicas y físicas tales como la probabilidad de encontrar un electrón en una región del espacio. El término orbital fue presentado por primera vez en inglés por Robert S. Mulliken en 1932 como abreviatura de «función de onda orbital de un electrón» (one-electron orbital wave function) a partir de una traducción de la palabra alemana utilizada en 1925 por Erwin Schrödinger, 'Eigenfunktion'. Desde entonces se considera un sinónimo a la región del espacio generada con dicha función. Los orbitales moleculares se construyen habitualmente por combinación lineal de orbitales atómicos centrados en cada átomo de la molécula. Utilizando los métodos de cálculo de la estructura electrónica, como por ejemplo, el método de Hartree-Fock o el de los campos autoconsistente (self-consistent field, SCF), se pueden obtener de forma cuantitativa.
Los orbitales moleculares son de tres tipos: orbitales de enlaces que tienen una energía inferior a la de los orbitales atómicos que los forman y, por tanto, favorecen los enlaces químicos que mantienen unida a la molécula; Los  orbitales antienlazantes tienen una energía superior a la de los orbitales atómicos que los componen, por lo que se oponen a la unión de la molécula, y los  orbitales no enlazantes tienen la misma energía que los orbitales atómicos que los componen, por lo que no afectan a la unión de la molécula.

## Configuración electrónica

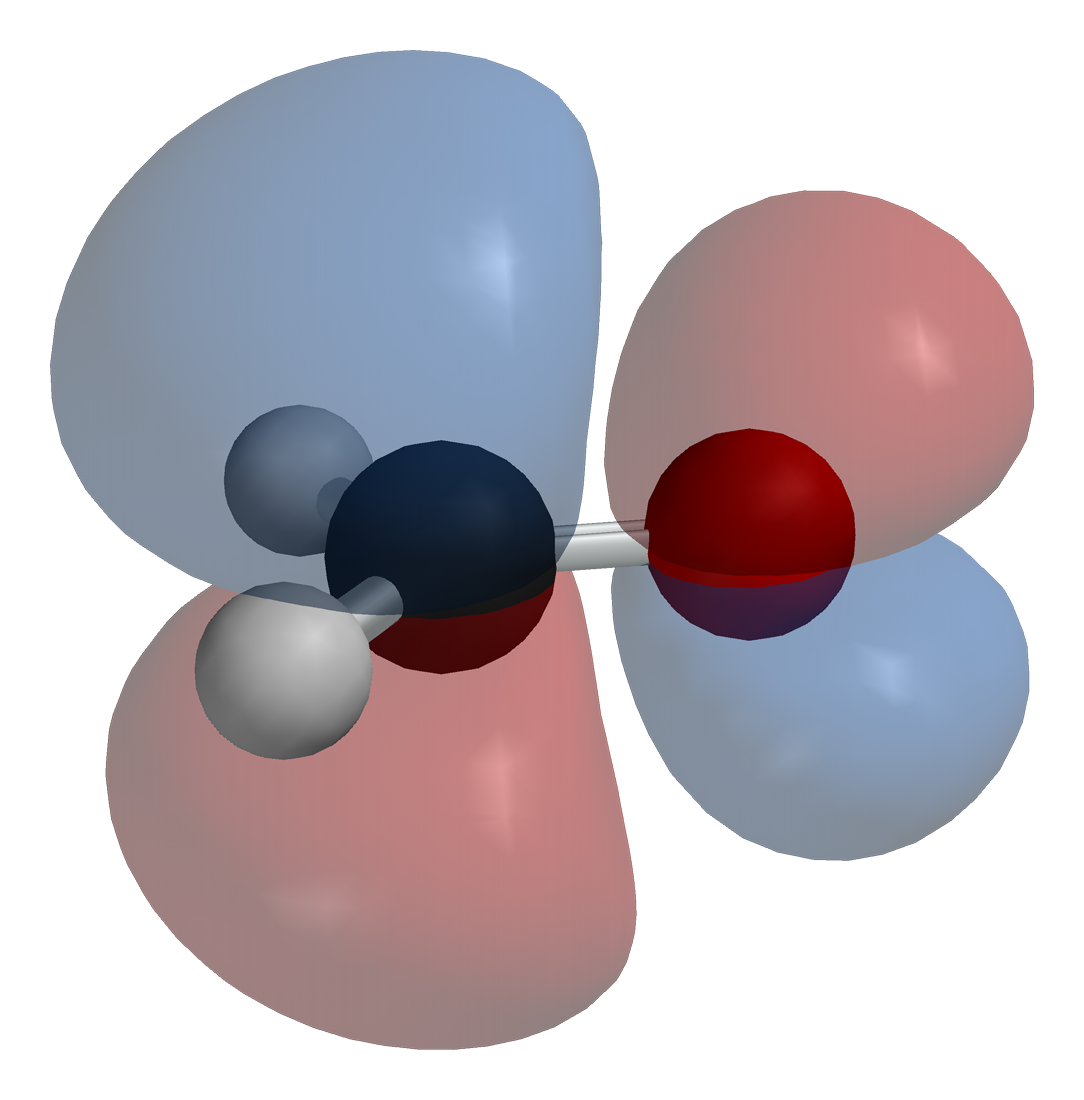
Modelo esférico de la molécula de formaldehído y su LUMO.

Los orbitales moleculares se utilizan para especificar la configuración electrónica de las moléculas, que permite describir el estado electrónico del sistema molecular como un producto antisimetrizado de los espín-orbitales. Para ello se suelen representar los orbitales moleculares como una combinación lineal de orbitales atómicos (también denominado LCAO-MO). Una aplicación importante es utilizar orbitales moleculares aproximados como un modelo simple para describir el enlace en las moléculas.
La mayoría de los métodos de química cuántica empiezan con el cálculo de los orbitales moleculares del sistema. El orbital molecular describe el comportamiento de un electrón en el campo eléctrico generado por los núcleos y una distribución promediada del resto de los electrones. En el caso de dos electrones que ocupan el mismo orbital, el principio de exclusión de Pauli obliga a que tengan espines opuestos. Hay que destacar que existen métodos más elaborados que no utilizan la aproximación introducida al considerar la función de onda como un producto de orbitales, como son los métodos basados en el uso de funciones de onda de dos electrones (geminales).
En general, los orbitales moleculares están deslocalizados en toda la molécula. Además, si la molécula tiene elementos de simetría, sus orbitales moleculares no degenerados son simétricos o antisimétricos con respecto a cualquiera de estas simetrías. En otras palabras, la aplicación de una operación de simetría S (por ejemplo, una reflexión, rotación o inversión) al orbital molecular ψ tiene como resultado que el orbital molecular no cambia o invierte su signo matemático: Sψ = ±ψ. En las moléculas planas, por ejemplo, los orbitales moleculares son simétricos (sigma) o antisimétricos (pi) con respecto a la reflexión en el plano molecular. Si también se consideran moléculas con energías orbitales degeneradas, se sostiene una afirmación más general de que los orbitales moleculares forman bases para la representación irreducibles del grupo de simetría de la molécula. Las propiedades de simetría de los orbitales moleculares significan que la deslocalización es una característica inherente de la teoría de orbitales moleculares y la hace fundamentalmente diferente (y complementaria) de la teoría del enlace de valencia, en la que los enlaces se ven como pares de electrones localizados, con la posibilidad de resonancia para explicar la deslocalización.
En contraste con estos orbitales moleculares canónicos adaptados a la simetría, los orbitales moleculares localizados pueden formarse aplicando ciertas transformaciones matemáticas a los orbitales canónicos. La ventaja de este enfoque es que los orbitales se corresponderán más estrechamente con los "enlaces" de una molécula, tal y como se representan en una estructura de Lewis. Como desventaja, los niveles de energía de estos orbitales localizados ya no tienen significado físico. (La discusión en el resto de este artículo se centrará en los orbitales moleculares canónicos. Para más discusiones sobre orbitales moleculares localizados, véase: orbital de enlace natural y modelos sigma-pi y orbital equivalente).

## Obtención cualitativa de orbitales moleculares
Con el fin de describir cualitativamente la estructura molecular se pueden obtener los orbitales moleculares aproximándolos como una combinación lineal de orbitales atómicos. 
Algunas reglas sencillas que permiten obtener cualitativamente los orbitales moleculares son:
- El número de orbitales moleculares es igual al número de orbitales atómicos incluidos en la expansión lineal.
- Los orbitales atómicos se mezclan más (es decir, contribuyen más a los mismos orbitales moleculares) si tienen energías similares. Esto ocurre en el caso de moléculas diatómicas homonucleares como el O2. Sin embargo en el caso de que se unan diferentes núcleos la desigual carga (y por tanto la carga efectiva y la electronegatividad) hacen que el orbital molecular se deforme. De esta manera los dos orbitales 1s del hidrógeno se solapan al 50% contribuyendo por igual a la formación de los dos orbitales moleculares, mientras que en el enlace H-O el oxígeno tiene un coeficiente de participación mayor y el orbital molecular se parecerá más al orbital atómico del oxígeno (según la descripción matemática de la función de onda)
- Los orbitales atómicos solo se mezclan si lo permiten las reglas de simetría: los orbitales que se transforman de acuerdo con diferentes representaciones irreducibles del grupo de simetría no se mezclan. Como consecuencia, las contribuciones más importantes provienen de los orbitales atómicos que más solapan (se enlacen).

## Discusión cualitativa
Para una discusión imprecisa, pero cualitativamente útil, de la estructura molecular, los orbitales moleculares pueden obtenerse a partir del "Método de orbitales moleculares como una combinación lineal de orbitales atómicos" ansatz. Aquí, los orbitales moleculares se expresan como combinación lineals de orbitales atómicoss.

### Combinaciones lineales de orbitales atómicos (LCAO)
Los orbitales moleculares fueron introducidos por primera vez por Friedrich Hund y Robert S. Mulliken en 1927 y 1928. La combinación lineal de orbitales atómicos o aproximación "LCAO" para orbitales moleculares fue introducida en 1929 por Sir John Lennard-Jones. Su innovador artículo mostró cómo deducir la estructura electrónica de las moléculas de flúor y oxígeno a partir de principios cuánticos. Esta aproximación cualitativa a la teoría de orbitales moleculares forma parte del inicio de la química cuántica moderna.
Las combinaciones lineales de orbitales atómicos (LCAO) pueden utilizarse para estimar los orbitales moleculares que se forman al unirse los átomos constituyentes de la molécula. De forma similar a un orbital atómico, también se puede construir una ecuación de Schrödinger, que describe el comportamiento de un electrón, para un orbital molecular. Las combinaciones lineales de orbitales atómicos, o las sumas y diferencias de las funciones de onda atómicas, proporcionan soluciones aproximadas al ecuaciones Hartree-Fock que corresponden a la aproximación de partícula independiente de la ecuación de Schrödinger molecular. Para moléculas diatómicas simples, las funciones de onda obtenidas se representan matemáticamente mediante las ecuaciones
{\displaystyle \Psi =c_{a}\psi _{a}+c_{b}\psi _{b}}
{\displaystyle \Psi ^{*}=c_{a}\psi _{a}-c_{b}\psi _{b}}
donde {\displaystyle \Psi } y {\displaystyle \Psi ^{*}} son las funciones de onda moleculares para los orbitales moleculares de enlace y antienlace, respectivamente, {\displaystyle \psi _{a}} y {\displaystyle \psi _{b}} son las funciones de onda atómicas de los átomos a y b, respectivamente, y {\displaystyle c_{a}} y {\displaystyle c_{b}} son coeficientes ajustables. Estos coeficientes pueden ser positivos o negativos, dependiendo de las energías y simetrías de los orbitales atómicos individuales. A medida que los dos átomos se acercan, sus orbitales atómicos se solapan para producir áreas de alta densidad electrónica y, como consecuencia, se forman orbitales moleculares entre los dos átomos. Los átomos se mantienen unidos por la atracción electrostática entre los núcleos cargados positivamente y los electrones cargados negativamente que ocupan los orbitales moleculares de enlace.

### MOs de enlace, antienlace y sin enlace
Cuando los orbitales atómicos interactúan, el orbital molecular resultante puede ser de tres tipos: enlazante, antienlazante o no enlazante.
Orbitales moleculares enlazantes:
- Las interacciones de enlace entre orbitales atómicos son interacciones constructivas (en fase).
- Los MOs de enlace son más bajos en energía que los orbitales atómicos que se combinan para producirlos.

 Orbitales moleculares antienlazantes:
- Las interacciones antibonding entre orbitales atómicos son interacciones destructivas (fuera de fase), con un plano nodal donde la función de onda del orbital antibonding es cero entre los dos átomos que interactúan.
- Los MOs antienlazantes son más energéticos que los orbitales atómicos que se combinan para producirlos.

Orbitales no enlazantes:
- Los MOs no enlazantes son el resultado de la no interacción entre orbitales atómicos debido a la falta de simetrías compatibles.
- Los MO sin enlace tendrán la misma energía que los orbitales atómicos de uno de los átomos de la molécula.

## La molécula de hidrógeno
Como ejemplo simple, es ilustrativa la molécula de dihidrógeno H2, con dos átomos etiquetados H' y H". Los orbitales atómicos más bajos en energía, 1s' y 1s", no se transforman de acuerdo con la simetría de la molécula. Sin embargo, las siguientes combinaciones líneales sí lo hacen:
| 1s' - 1s" | Combinación antisimétrica: negada por reflexión, inalterada por las otras operaciones |
| 1s' + 1s" | Combinación simétrica: inalterada por todas las operaciones                           |

En general, la combinación simétrica (llamada orbital enlazante) está más baja en energía que los orbitales originales, y la combinación antisimétrica (llamada orbital antienlazante) está más alta. Como la molécula de dihidrógeno H2 tiene dos electrones, los dos pueden ser descritos por el orbital enlazante, de forma que el sistema tiene una energía más baja (por tanto, es más estable) que dos átomos de hidrógenos libres. Esto se conoce como enlace covalente. 
La aproximación de orbitales moleculares como combinación lineal de orbitales atómicos (OM-CLOA) fue introducida en 1929 por Sir John Lennard-Jones. Su publicación mostró cómo derivar la estructura electrónica de las moléculas de diflúor y dioxígeno a partir de principios cuánticos. Este acercamiento cuantitativo a la teoría de orbitales moleculares representó el nacimiento de la química cuántica moderna.

## Tipos de orbitales moleculares
Al enlazar dos átomos, los orbitales atómicos se fusionan para dar orbitales moleculares :
- Enlazantes: De menor energía que cualquiera de los orbitales atómicos a partir de los cuales se creó. Se encuentra en situación de atracción, es decir, en la región internuclear. Contribuyen al enlace de tal forma que los núcleos positivos vencen las fuerzas electrostáticas de repulsión gracias a la atracción que ejerce la nube electrónica de carga negativa que hay entre ellos hasta una distancia dada que se conoce como longitud de enlace.
- Antienlazantes: De mayor energía, y en consecuencia, en estado de repulsión.

Los tipos de orbitales moleculares son:
1. Orbitales σ enlazantes: combinación de orbitales atómicos s con p (s-s p-p s-p p-s). Enlaces "sencillos" con grado de deslocalización muy pequeño. Orbitales con geometría cilíndrica alrededor del eje de enlace.
2. Orbitales π enlazantes: combinación de orbitales atómicos p perpendicuales al eje de enlace. Electrones fuertemente deslocalizados que interaccionan fácilmente con el entorno. Se distribuyen como nubes electrónicas por encima y debajo del plano de enlace.
3. Orbitales σ* antienlazantes: versión excitada (de mayor energía) de los enlazantes.
4. Orbitales π* antienlazantes: orbitales π de alta energía.
5. Orbitales n: para moléculas con heteroátomos (como el N o el O, por ejemplo). Los electrones desapareados no participan en el enlace y ocupan este orbital.

Los orbitales moleculares se "llenan" de electrones al igual que lo hacen los orbitales atómicos:
- Por orden creciente del nivel de energía: se llenan antes los orbitales enlazantes que los antienlazantes, siguiendo entre estos un orden creciente de energía. La molécula tenderá a rellenar los orbitales de tal modo que la situación energética sea favorable.
- Siguiendo el principio de exclusión de Pauli: cuando se forman los orbitales moleculares estos podrán albergar como máximo dos electrones, teniendo estos espines distintos.
- Aplicando la regla de máxima multiplicidad de Hund: Los orbitales moleculares degenerados (con el mismo nivel de energía) tienden a repartir los electrones desapareándolos al máximos (espines paralelos). Esto sucede para conseguir orbitales semillenos que son más estables que una subcapa llena y otra vacía debido a las intensas fuerzas repulsivas entre los electrones. Gracias a ello se pueden explicar propiedades de ciertas moléculas como el paramagnetismo del oxígeno molecular (el orbital más externo de la molécula tiene electrones desapareados que interaccionan con un campo magnético).

Según estas reglas se van completando los orbitales. Una molécula será estable si sus electrones se encuentran de forma mayoritaria en orbitales enlazantes y será inestable si se encuentran en orbitales antienlazantes:
- Al combinar dos orbitales 1s del hidrógeno se obtienen dos orbitales moleculares sigma, uno enlazante (de menor energía) y otro
 antienlazante (de mayor energía). Los dos electrones de valencia se colocan con espines antiparalelos en el orbital σ y el orbital σ* 
queda vacío : la molécula es estable.
- Al combinar dos orbitales 1s de helio se forman dos orbitales moleculares sigma y los cuatro electrones llenan todos los 
orbitales. Sin embargo los orbitales antienlazantes fuerzan a la molécula a disociarse y se vuelve inestable, por ello no
 existe molécula de He2.